# Zadnji signal zasedenosti vzletno-pristajalne steze
Zadnji signal zasedenosti vzletno-pristajalne steze (angleško Final Approach Runway Occupancy Signal - FAROS), je sistem za zaznavanje zasedenosti vzletno-pristajalne steze, ki so ga uvedeli na več večjih letališčih v ZDA. Sistem pilotom preprečuje pristanek na pristajalno stezo, ne da bi dobili iz kontrolnega stolpa obvestilo o zasedenosti vzletno-pristajalne steze. Vzletno-pristajalna steza, ki je avtomatizirana s senzorji FAROS, torej zazna, če je prišlo do vdora kakega drugega letala na pristajalno stezo, ki je namenjena za pristanek drugega letalo in torej na kateri ne bi smelo biti.

## Opis sistema FAROS
Sistemom FAROS zazna, če je vzletno-pristajalna steza zasedena in v tem primeru bo drug letališki sistem (sistem PAPI) na to opozoril pilota, pilot pa bo nastalo situacijo začel reševati s tem, da bo na to opozoril kontrolorja letenja. Ko enkrat letališki stolp ugotovi, da je bila vzletno-pristajalna steza izpraznjena, bo kontolor ba tleh resetiral sistem PAPI in pilot bo lahko nadaljeval s pristajanjem.